# 渋谷亮治
渋谷 亮治（しぶや りょうじ、1929年5月17日 - 2014年2月5日）は、日本の経営者。

## 経歴
石川県金沢市出身。1952年に京都大学経済学部を卒業し、同年に渋谷工業に入社。
1954年に専務に就任し、1973年には社長に昇格し、1983年4月に会長に就任。
1991年6月にはテレビ金沢社長に就任。
2014年2月5日肺炎のために死去。84歳没。